# Eixo terrestre

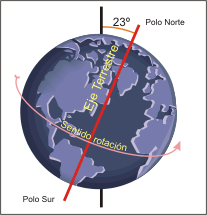

O eixo terrestre é uma linha reta imaginária que cruza o centro da Terra e ambos os pólos geográficos, em torno da qual este planeta gira. Não forma um ângulo reto em relação ao plano da órbita terrestre em volta do Sol, a eclíptica, mas sim um ângulo de 66º33' e sua direção em relação às estrelas não é fixa, uma vez que gira muito vagarosamente em torno da perpendicular ao plano da órbita, completando uma revolução a cada 26 000 anos e causando a precessão dos equinócios.
De acordo com resultados obtidos a partir de modelos simulados em computador realizados no Laboratório de Propulsão a Jato da NASA conforme divulgados por Richard Gross, o sismo do Chile de 2010 e o Sismo do Nordeste do Japão de 2011 alteraram em cerca de oito centímetros o eixo da Terra, tornando os dias mais curtos em cerca de 1,26 microssegundo. Contudo deve-se ressaltar que, em acordo com o teorema da conservação do momento angular, que afirma basicamente: na ausência de forças externas, a quantidade de movimento angular total de um dado sistema (e por tal a orientação do seu eixo de rotação primário) - se conserva, o eixo terrestre não sofreu, em princípio, mudanças em sua orientação espacial em relação ao sol e as estrelas, e sim apenas em relação à crosta terrestre, devido ao movimento desta última. As alterações na duração do dia solar e do dia sideral são resultados não da alteração direta no momento angular do planeta, mas sim da alteração do momento de inércia deste  devido à redistribuição resultante de massa em torno do centro de rotação, o que, para a conservação do momento angular, implica variação na velocidade angular do mesmo.
Forças capazes de produzir torque sobre o nosso planeta de forma a alterar a orientação do eixo terrestre têm necessariamente que expressar a interação entre a terra e outro corpo celeste, a exemplo a interação entre a terra e a lua ou entre a terra e o sol - caracterizando-se assim como forças externas para o sistema em questão, composto apenas pela terra. Tais forças, de origem gravitacional no caso, implicam em verdade que o eixo da terra não é fixo no espaço, apresentando um movimento de precessão com período aproximado de 25 800 anos e de nutação com período de 18,6 anos. Não espera-se contudo a princípio que a reorientação de massas no planeta provocada pelos terremotos tenham alterado de forma relevante tais movimentos ou mesmo a orientação atual do eixo no espaço.

## História
Os gregos antigos imaginavam o eixo terrestre como fixo, com os céus girando em torno dele. Os gregos sabiam da existência do Polo Sul, mesmo sem conseguirem observá-lo, e colocavam o Polo Norte sobre o Oceano.